# Bathypolypus bairdii
Bathypolypus bairdii is een inktvissensoort uit de familie van de Bathypolypodidae. De wetenschappelijke naam van de soort werd voor het eerst geldig gepubliceerd in 1873 door Verrill als Octopus bairdii.